# Bogdan Andrei Criciotoiu
Bogdan Andrei Criciotoiu (* 13. März 1990 in Târgu Jiu) ist ein rumänischer Handballspieler.

## Karriere
Der 1,96 m große und 105 kg schwere Linkshänder spielt zumeist als rechter Rückraumspieler. Zunächst lief er in seiner Heimatstadt für Energia Lignitul Pandurii Târgu Jiu auf, mit dem er im EHF-Pokal 2010/11 sein internationales Debüt gab und in zwei Spielen zehn Tore erzielte. Ab Februar 2011 stand er beim rumänischen Spitzenklub HCM Constanța unter Vertrag, mit dem er 2011, 2012, 2013 und 2014 jeweils Meister sowie Pokalsieger wurde. Zudem spielte er in jeder Saison in der EHF Champions League. Nach der verpassten Qualifikation zur Königsklasse 2013/14 erreichte er im EHF Europa Pokal 2013/14 das Final Four in Berlin, wo er den vierten Platz belegte. Zur Saison 2014/15 wechselte er zum deutschen Bundesliga-Aufsteiger TSG Friesenheim. Ab dem Sommer 2015 lief er für den ThSV Eisenach auf. Ein Jahr später schloss er sich dem rumänischen Klub Dinamo Bukarest an. Im September 2016 wechselte er zum Bergischen HC, ab Saisonbeginn 2019/20 stand er beim rumänischen Verein CSM Bukarest unter Vertrag. Im Januar 2020 schloss sich Criciotoiu dem griechischen Verein AEK Athen an. Nachdem Criciotoiu mit AEK 2020 die griechische Meisterschaft gewonnen hatte, verließ er den Verein. Anschließend schloss er sich dem deutschen Zweitligisten TuS N-Lübbecke an. Am Jahresende 2020 wurde sein Vertrag aufgelöst.
Criciotoiu steht im Aufgebot der Rumänischen Nationalmannschaft. Insgesamt bestritt er bisher 33 Länderspiele.